# Suzuki TU 250 X
Die Suzuki TU 250 X (Volty) ist das Nachfolgemodell der Suzuki GN 250. Der Motor blieb großteils unverändert, es gab Modifikationen an anderen Bauteilen. Vom Aussehen und der Anmutung her kann man die TU 250 als „Retro-Motorrad“ bezeichnen. Die TU 250 X (Volty) wurde im deutschsprachigen Raum um die Jahrtausendwende angeboten, jedoch nicht in großen Stückzahlen verkauft.

## Technische Daten
| Allgemeine Daten     | Allgemeine Daten                  |                               |
| -------------------- | --------------------------------- | ----------------------------- |
| Hubraum              | 249 cm3                           |                               |
| Zylinder             | 1                                 |                               |
| KW                   | 14,7 bei 8.000/min                |                               |
| PS                   | 20                                |                               |
| Standrohrdurchmesser | 41 mm                             |                               |
| Ritzel/Kettenrad     | 15/41 Zähne                       |                               |
| Kette                | 100 Glieder (520-er O-Ring Kette) |                               |
| Tank                 | 12 l Normalbenzin                 | drei davon bilden die Reserve |
| Verbrauch            | 3,2 bis 4 l                       | auf 100 km                    |

Das Trockengewicht beträgt 125 kg und die Bodenfreiheit 160 mm.
Der montierte Vergaser ist ein Mikuni BS34.

## Motor
Der Motor der Suzuki TU 250 X (Volty) ist baugleich mit jenem aus der Suzuki GN 250 und der Suzuki GZ 250 (Marauder). Bei der TU 250 X gibt es keinen serienmäßigen Drehzahlmesser, der Anschlussstutzen ist zwar vorhanden jedoch werksseitig vergossen, so dass man die Drehzahlmesserwelle nicht einschrauben kann. Es ist ein Einzylindermotor mit obenliegender Nockenwelle und vier Ventilen. In der Bedienungsanleitung wird Motoröl der Klassifikation API SF oder SG mit der Viskosität SAE 10W40 angeführt. Die Schmierung arbeitet mit Nasssumpf. Das Motoröl schmiert auch das Getriebe, man sollte daher auch auf die Einhaltung des Standards "JASO MA" achten. In der Praxis findet meist mineralisches oder teilsynthetisches Motoröl Verwendung. Es gibt keine Probleme wenn man besseres Motoröl als API SF verwendet, diese Klassifikation ist "veraltet". Als Ölwechselintervall werden 5000 Kilometer bzw. fünf Monate angegeben. Der Kompressionsdruck bei der Drucküberprüfung des Motors ist im Bereich von 10 bis 14 bar (kPa) im Normalbereich und unter 8 bar (kPa) wird eine Überholung des Motors fällig.
Serienmäßig ist ein Elektrostarter vorhanden (kein Kickstarter). Der Anlasser wird von der 12 Volt 11Ah starken Batterie betrieben.
Das Getriebe hat fünf Gänge.

## Räder
Vorne und hinten sind Drahtspeichenräder montiert.
Vorne wird mit einer gelochten Bremsscheibe mit Einkolbenzange und hinten mit einer (Simplex) Trommelbremse verzögert. An Federweg stehen vorne 120 mm und hinten 110 mm zur Verfügung.

## Nachfolgemodell
Es gab kein direktes Nachfolgemodell zur Volty. Seit 2009 wird die Suzuki TU 250 in abgeänderter Version in Nordamerika angeboten. Bei dem (neuen) Modell 2011 gab es geringfügige Änderungen.
Die Suzuki ST 250 ist ein Motorrad mit ähnlicher Charakteristik, sie wird in Europa nicht angeboten.